# بيتروس بومال
بيتريس بومال مايغا (بالفرنسية: Petrus Boumal)‏ (20 أبريل 1993 بياوندي في الكاميرون - ) هو لاعب كرة قدم كاميروني في مركز الوسط في نادي العروبة الإماراتي. لعب مع نادي سوشو ونادي ليتكس لوفتش وPFC Litex Lovech II ‏ و نادي البطائح ونادي العروبة.

## وصلات خارجية
- بيتريس بومال مايغا على موقع الاتحاد الأوربي (الإنجليزية)
- بيتريس بومال مايغا على موقع اتحاد تركيا (لاعب) (الإنجليزية)
- بيتريس بومال مايغا على موقع قاعدة بيانات كرة القدم.إي يو (الإنجليزية)
- بيتريس بومال مايغا على موقع ناشيونال فوتبول تيمز (الإنجليزية)
- بيتريس بومال مايغا على موقع Soccerway.com (الإنجليزية)
- بيتريس بومال مايغا على موقع عالم كرة القدم.نت (الإنجليزية)
- بيتريس بومال مايغا على موقع AS.com (الإسبانية)